# Terra Amata
Pour les articles homonymes, voir Terra Amata (homonymie).

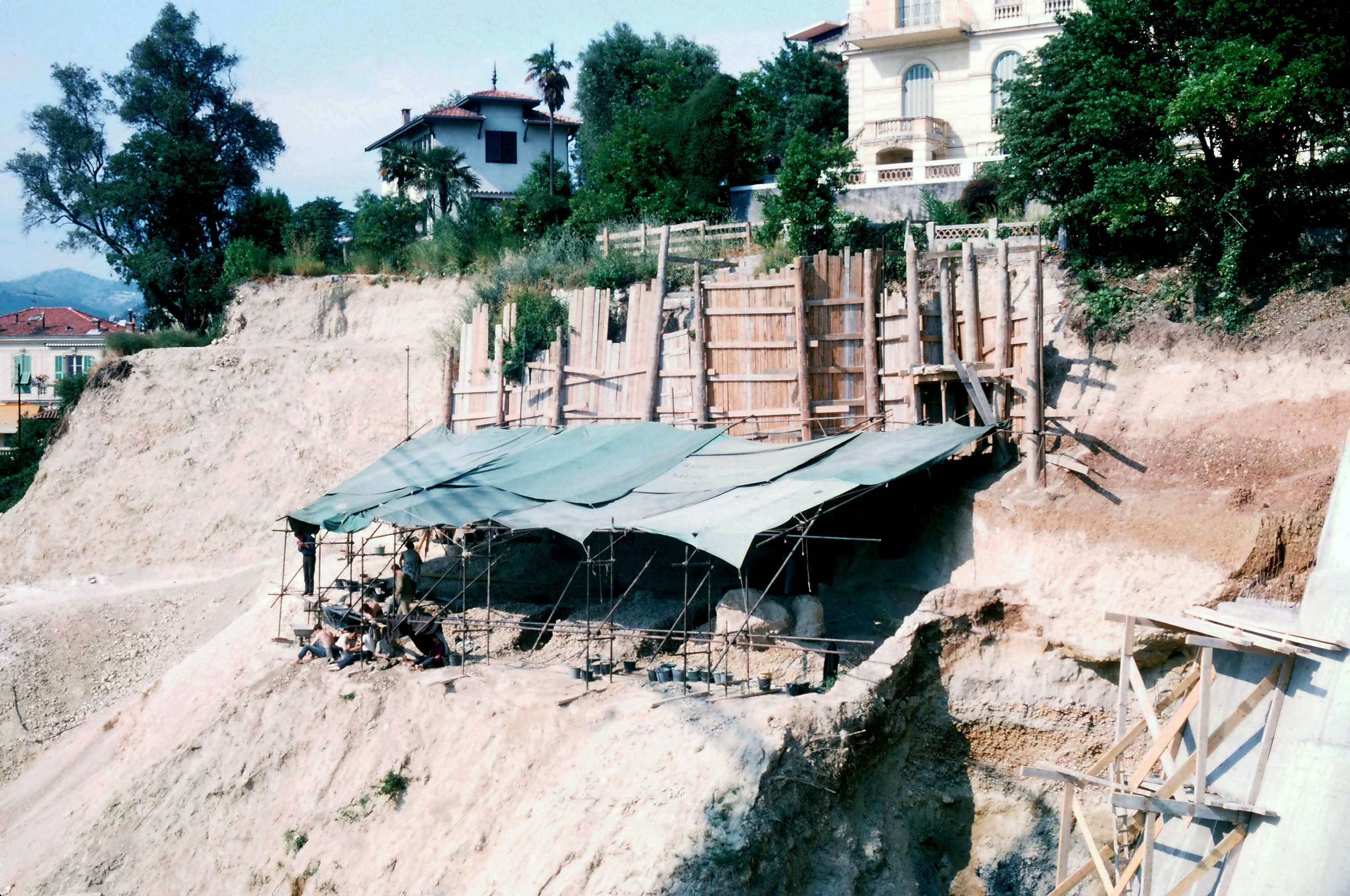
Chantier de fouilles de sauvetage de Terra Amata

Terra Amata (en français « Terre aimée ») est un site préhistorique de plein air situé sur les pentes du mont Boron, à Nice (Alpes-Maritimes), à 26 m au-dessus du niveau actuel de la mer. Daté d'environ 400 000 ans avant le présent (AP), il a livré des outils lithiques de type acheuléen, ainsi que l'un des plus anciens foyers incontestables d'Europe. Le site de Terra Amata est l'un des rares sites en Europe concourant à dater le début de la domestication du feu autour de 400 000 ans avant le présent.

## Historique

### Premières découvertes
En 1859, à l'occasion du percement de la route de Villefranche (aujourd'hui boulevard Carnot), sur la propriété d'un certain Michel Milon, à quelques hectomètres du site de Terra Amata, les terrassiers découvrirent fortuitement :
- un des éléments d'une mâchoire de rhinocéros,
- un des éléments d'un squelette d'éléphant antique (Palaeoloxodon antiquus),
- des coquilles de mollusques terrestres[2].

### Découverte du site
En 1965, des travaux de terrassement effectués à côté de l'impasse Terra Amata pour l'édification d'un immeuble (Le Palais Carnot) sont interrompus pendant le mois d'août. Cette interruption permit à Henry de Lumley de procéder au relevé de la stratigraphie ainsi qu'à quelques prélèvements. À cette occasion une riche industrie paléolithique, des ossements de mammifères quaternaires, des os brûlés et des charbons de bois furent mis au jour.
Le directeur des antiquités préhistoriques de la région Provence – Corse confie alors à François-Charles-Ernest Octobon ainsi qu'au jeune Henry de Lumley l'ouverture d'un chantier de fouilles de sauvetage.
Les fouilles débutèrent le 28 janvier 1966. D'abord prévues pour durer un mois, ces fouilles, de prolongation en prolongation, durèrent jusqu'au 5 juillet 1966.

## Description
À Terra Amata, des Hommes ont érigé des habitations légères de forme ovale en utilisant de simples piquets. Ils ont choisi pour site une crique en bord de mer, orientée au sud, à l’abri des vents d’est, et à proximité d’une petite source. C’est le campement idéal pour une tribu de chasseurs-cueilleurs, puisqu’il leur suffit de collecter sur la plage des galets en roche dure (calcaire, calcaire silicifié, silex) pour servir à la fabrication de leurs outils. Leurs habitations sont au nombre de vingt-et-une. Longues de neuf à seize mètres de long sur quatre à sept mètres de large, les plus récentes occupent une dune sur laquelle les Hommes posent des pierres et creusent des trous pour ficher des piquets. Quand ils arrivent, les occupants construisent d’abord une hutte temporaire, vraisemblablement au moyen de branchages, avec pour soutènement des poteaux ou des piquets. Ces piquets, alignés à la périphérie de l’habitat et taillés en biseau à la base, sont souvent regroupés par deux. Des blocs de pierre fixent au sol les parois de la hutte et délimitent ainsi la zone d’habitation. Le sol de ces huttes est localement empierré de galets ou recouvert de peaux. On y trouve également un atelier de taille, délimité par des éclats, avec en son centre, une zone libre où l’artisan s’assoit, soit par terre, soit sur un bloc de bois. À l’intérieur des habitations, les Hommes installent leurs couches sur des peaux étendues ainsi que des foyers pour la cuisson des aliments.
Les foyers sont implantés au centre des cabanes. Ce sont de simples trous creusés dans le sable et abrités sur un côté par un muret de pierres agglomérées avec du sable, dans une petite fosse dissymétrique de trente centimètres de diamètre et de quinze centimètres de profondeur. Cela laisse penser que la maitrise du feu est déjà acquise depuis longtemps. Ces foyers sont entretenus avec des branches d’arbres et surtout des herbes marines, provenant essentiellement de vasières côtières du delta du Paillon, et parfois des mattes de feuilles de posidonies (des plantes à fleurs marines de la Méditerranée). Les feux sont aussi alimentés par des branches de sapin charriées par le Paillon depuis l’arrière-pays. Les charbons de bois montrent que les conifères (pin et sapin) prédominent nettement sur les feuillus (hêtre, merisier, arbousier et nerprun), alors que ces derniers sont censés être majoritaires dans l’environnement. Les feux sont très importants si l’on se réfère à la grande quantité de charbons de bois et de cendres répandus sur les aires d’habitation et dans la dune littorale qui les surmonte. De plus, ces Hommes transforment de la goethite, des granules d’hydroxyde de fer de couleur jaune, en les chauffant par le feu pour en faire des crayons, grâce auxquels ils peignent leur peau en rouge. Ces foyers peuvent monter jusqu'à 200 à 400 degrés Celsius, le plus souvent autour de 350 degrés.
Les chasseurs de cerfs et d’éléphants qui sont établis à Terra Amata sont des nomades : ils se déplacent au rythme des saisons et en fonction de l’abondance du gibier. Après une halte de quelques jours, ils quittent le campement et partent pour d’autres lieux de chasse, parcourant parfois de grandes distances. Si le foyer et la murette qui l’entoure n’ont pas été recouverts par le sable, ils érigent alors la nouvelle hutte sur l’emplacement de l’ancienne. Ce sont donc probablement les mêmes Hommes qui ont campé à plusieurs reprises en ce lieu. Le produit de leur chasse est composé d’éléphants et de cerfs, occasionnellement de sangliers, d’aurochs et de tahrs (des caprins). Les animaux cuits et les outils lithiques fabriqués sont identifiables par les traces laissées dans les foyers,.

## Débat
Les interprétations des données archéologiques de Terra Amata sont très différentes selon que l’on se réfère aux travaux d'Henry de Lumley,, ou à ceux de Paola Villa, qui a consacré une partie de son doctorat à ce site.
Selon Henry de Lumley, les niveaux archéologiques (ensembles C1a et C1b) correspondent à plusieurs « sols d’habitats » superposés de l’« Acheuléen ancien » sur une plage fossile. Ils dateraient de 380 000 ans avant le présent. La répartition des vestiges archéologiques et des éléments naturels traduirait la présence de huttes aménagées sur la plage.
L’industrie lithique mise au jour, en calcaire silicifié et en silex, se subdivise en deux séries :
- l’industrie de la « plage », marquée par l’emploi préférentiel de galets comme supports d’outils. Ces outils comportent de nombreux galets taillés, quelques bifaces partiels atypiques et des pics triédriques unifaces à base réservée, dits depuis « pics de Terra-Amata » ;
- l’industrie de la « dune », au petit outillage sur éclat plus abondant (racloirs, denticulés, etc.)[9].

Selon Henry de Lumley, les deux séries présentent malgré tout de nombreuses analogies et sont présentées globalement[pas clair].
Plus récemment, Paola Villa a proposé, notamment en réalisant des remontages et appariements entre niveaux différents, que le degré de préservation du site de Terra Amata avait été surestimé, que les hypothèses faisant intervenir des huttes étaient discutables et que les niveaux archéologiques ne pouvaient pas être considérés comme des unités indépendantes. Elle propose également de revoir à la baisse l’ancienneté des séries acheuléennes, qui dateraient d’environ 230 000 ans avant le présent,,,.

## Datation

### Datation par thermoluminescence
En 1975 et 1976, une première tentative de datation par thermoluminescence appliquée à des silex brûlés a été entreprise. Jusqu'alors cette méthode de datation n'avait pas été utilisée sur des objets aussi anciens. Sur dix pièces archéologiques deux ont pu être datées. Pour l'une la date proposée est 214 000 ans et pour l'autre 244 000 ans avant le présent. A. G. Wintle et M. J. Aitken proposèrent, en 1977, 230 000 ± 40 000 ans avant le présent.

### Datation par résonance de spin électronique (RSE)
En 1983 et 1984, Yuji Yokayama, Christophe Falguères et Jean-Pierre Quaegebeur ont daté par résonance de spin électronique des grains de quartz du cordon littoral de Terra Amata. Cette méthode repose sur le fait que les grains de quartz ont été « remis à zéro » par les rayons UV du Soleil lorsqu'ils étaient en surface. On mesure donc la date de leur enfouissement. La date obtenue est de 380 000 ± 80 000 ans avant le présent.

### Étude technologique des industries acheuléennes de Terra Amata
Les industries découvertes, tant dans le cordon littoral C1 que dans la dune C1b de Terra Amata, sont riches en galets aménagés et pauvres en bifaces. Elles se caractérisent également par la présence de pics et de quelques hachereaux dont les produits de débitage n'ont jamais été obtenus par la technique Levallois. Or cette technique de débitage est systématiquement présente, en plus ou moins grande proportion, dans les assemblages lithiques trouvés sur les sites postérieurs à 300 000 ans avant le présent. Il s'agit là d'une preuve d'ancienneté en contradiction avec les dates absolues obtenues par la thermoluminescence. En revanche, elle renforce la crédibilité de la datation obtenue par la résonance de spin électronique.

### Données issues de la biostratigraphie
La présence d'un Dicerorhinus hemitoechus (rhinocéros de prairie) archaïque, celle d'un Hemitragus bonali (tahr), d'un Sus scrofa (sanglier) aux molaires de très grande taille militent pour une attribution du site au milieu du Pléistocène moyen. La présence d'un cerf (Cervus elephas) portant des bois à couronne et de petite taille indique une ancienneté postérieure au stade isotopique 12 (environ 450 000 ans) et antérieure au stade isotopique 8 (environ 250 000 ans). Les caractéristiques morphologiques très primitives des dents du rhinocéros de prairie permettent de placer le site à une période antérieure à celle du site d'Orgnac 3 daté quant à lui de 330 000 à 300 000 ans.

### Conclusion
La date de 230 000 ans obtenue par la thermoluminescence parait sous-estimée par rapport aux données de la typologie des industries lithiques ainsi qu'à celles de la biostratigraphie. La date de 380 000 ans donnée par la résonance de spin électronique parait plus vraisemblable.

## Musée de Terra Amata
Compte tenu de l'importance des découvertes réalisées par Henry de Lumley sur le site de Terra Amata la Ville de Nice décide d'acheter le rez-de-chaussée de l'immeuble pour le transformer en musée. Le 17 septembre 1976 ouvre le musée de Paléontologie Humaine de Terra Amata qui sera l'un des premiers  musée de site consacré à la Préhistoire. Aujourd'hui, le musée a été rebaptisé Musée de Préhistoire de Terra Amata.
L'année 2016 a marqué le 50e anniversaire de la fouille de Terra Amata. Pour célébrer cet anniversaire, le Musée a fermé ses portes pour travaux durant 4 mois afin de se transformer pour offrir une muséographie réactualisée, intégrant les dernières découvertes et proposant aux visiteurs un parcours interactif et ludique. Cette scénographie renouvelée a été confiée au plasticien Kristof Everart et le graphisme à Marcel Bataillard.
Depuis les années 1990, les enjeux en matière de numérisation du patrimoine et de valorisation des collections muséales par les techniques multimédias n’ont cessé de prendre de l’ampleur. Un nouveau parcours est désormais proposé aux visiteurs, intégrant la présentation des dernières découvertes du Musée. Cette nouvelle présentation expose la vie des premiers Niçois au sein de leur environnement, ainsi que l'une des grandes révolutions de l’humanité, la domestication du feu, à l'aide des nouvelles technologies et dispositifs numériques mis en œuvre au sein du Musée.